# Kaye Furo
Kaye Furo Tamuno Iyowuna (6 februari 2007) is een Belgisch voetballer met Nigeriaaanse roots die onder contract ligt bij Club Brugge.

## Clubcarrière
Furo ruilde in 2017 de jeugdopleiding van Antwerp FC voor die van Club Brugge. In juli 2022 ondertekende hij er een contract dat hem tot 2025 aan de club verbond. Furo mocht in het seizoen 2022/23 tweemaal invallen in de UEFA Youth League. Op de vierde groepsspeeldag hielp hij de club met zijn doelpunt aan een 1-2-zege tegen Atlético Madrid.
Op 18 augustus 2023 maakte Furo zijn profdebuut in het shirt van Club NXT, het tweede elftal van Club Brugge dat uitkomt in Eerste klasse B: op de tweede competitiespeeldag liet trainer Nicky Hayen hem in de 1-0-nederlaag tegen Lommel SK in de 86e minuut invallen voor Víctor Barberà.

## Clubstatistieken
| Seizoen         | Club            | Land            | Competitie      | Competitie | Competitie | Beker | Beker | Supercup | Supercup | Europees | Europees | Totaal | Totaal |
| Seizoen         | Club            | Land            | Competitie      | Wed.       | Dlp.       | Wed.  | Dlp.  | Wed.     | Dlp.     | Wed.     | Dlp.     | Wed.   | Dlp.   |
| --------------- | --------------- | --------------- | --------------- | ---------- | ---------- | ----- | ----- | -------- | -------- | -------- | -------- | ------ | ------ |
| 2023/24         | Club NXT        | Vlag van België | Eerste klasse B | 1          | 0          | —     | —     | —        | —        | —        | —        | 1      | 0      |
| Carrière totaal | Carrière totaal | Carrière totaal | Carrière totaal | 1          | 0          | 0     | 0     | 0        | 0        | 0        | 0        | 1      | 0      |

Bijgewerkt op 19 augustus 2023.

## Privé
- Furo is de zoon van Iyenemi Furo, die in België bij KSV Waregem en Antwerp FC voetbalde.[5]

2 Romero ·
4 Ordóñez ·
8 Tzolis ·
9 Jutglà ·
10 Vetlesen ·
14 Meijer ·
15 Onyedika ·
16 Van den Heuvel ·
17 Vermant ·
19 Nilsson ·
20 Vanaken  · 
21 Skóraś ·
22 Mignolet ·
24 Osuji ·
27 Nielsen ·
29 Jackers ·
30 Jashari ·
41 Siquet ·
44 Mechele ·
55 De Cuyper ·
58 Spileers ·
62 Audoor ·
64 Sabbe ·
65 Seys ·
66 Yameogo ·
67 Et Taïbi ·
68 Talbi ·
71 De Corte ·
81 Vanden Driessche ·
84 Campbell ·
87 Furo ·
Coach: Hayen
Assistent-coach: Jonckheere